# Obična pavitina
Obična pavitina (bijela loza, vinjuga, škrobutina, škrabutina; lat. Clematis vitalba) je vrsta biljke penjačice iz porodice Ranunculaceae. Raste samoniklo, penjući se uz ograde ili više raslinje. Rasprostranjena je na području Zemljine sjeverne polutke, Holarktika. Kad je obasjana suncem, vrlo brzo pokrije velike površine.
Ime vitalba na grčkom znači bijelocvjetan

## Opis
Pavitina se pojavljuje u obliku listopadnog, penjućeg grma, s razgranatim, užlijebljenim stabljikama. Raste u visinu 4-12 metara. Listovi su dugi 4-6 centimetara i srcolikog su oblika. Cvjeta na prošlogodišnjim granama, a cvjetovi su zelenkasto-bijeli, s paperjastim čaškama, mirisni i promjera 2 centimetra. Mnogi plodovi, na sebi oblikuju karakterističnu svilenkastu tvorevinu, koja podsjeća na staračku bradu, kako ovu biljku nazivaju u nekim europskim državama. Plodovi se rasprostranjuju puhanjem vjetra, u obliku su orašica
Cvjetovi i lišće ove biljke često pojedu razni kukci, posebno iz porodice grbica. Sadrži otrovnu tvar protoanemonin, što je tipično porodici Ranunculaceae.

## Sinonimi
- Anemone vitalba (L.) K.Krause
- Clematis bannatica Schur
- Clematis bellojocensis Gand.
- Clematis crenata Jord.
- Clematis dumosa Salisb.
- Clematis dumosa Gand.
- Clematis odontophylla Gand.
- Clematis pilosa Dulac
- Clematis scandens Borkh.
- Clematis sepium Lam.
- Clematis taurica Besser ex Nyman
- Clematis transiens Gand.
- Clematis vitalba var. angustiloba Schur
- Clematis vitalba var. angustisecta Gremli
- Clematis vitalba var. bannatica Wierzb. ex Rchb.
- Clematis vitalba var. cordata Schur
- Clematis vitalba var. integra DC.
- Clematis vitalba var. simplicifolia Godet
- Clematis vitalba var. syriaca Boiss.
- Clematis vitalba var. timbali Drabble
- Clematitis vitalba (L.) Moench
- Viorna clematitis Garsault; nevalidni sinonim

Izvori za sinonime